# Metepeira ventura
Metepeira ventura är en spindelart som beskrevs av Chamberlin och Ivie 1942. Metepeira ventura ingår i släktet Metepeira och familjen hjulspindlar. Inga underarter finns listade i Catalogue of Life.